# Ptilostomus afer
Ptilostomus afer là một loài chim trong họ Corvidae.